# Stati Uniti d'America agli VIII Giochi olimpici invernali
Gli Stati Uniti d'America parteciparono agli VIII Giochi olimpici invernali, svoltisi a Squaw Valley, Stati Uniti, dal 18 al 28 febbraio 1960, con una delegazione di 79 atleti impegnati in otto discipline.

## Medagliere

### Per discipline
| Sport                   | Oro | Argento | Bronzo | Totale |
| ----------------------- | --- | ------- | ------ | ------ |
| Pattinaggio di figura   | 2   | 0       | 2      | 4      |
| Hockey su ghiaccio      | 1   | 0       | 0      | 1      |
| Sci alpino              | 0   | 3       | 0      | 3      |
| Pattinaggio di velocità | 0   | 1       | 1      | 2      |
| Totale                  | 3   | 4       | 3      | 10     |

### Medaglie
| Medaglia | Atleta | Sport                   | Evento                          |
| -------- | --- | ----------------------- | ------------------------------- |
| Oro      | Billy Christian Rog Christian Bob Cleary Bill Cleary Gene Grazia Paul Johnson Jack Kirrane John Mayasich Jack McCartan Bob McVey Dick Meredith Rod Paavola Larry Palmer Weldy Olson Bob Owen Dick Rodenheiser Tom Williams | Hockey su ghiaccio      | Torneo                          |
| Oro      | David Jenkins | Pattinaggio di figura   | Pattinaggio di figura maschile  |
| Oro      | Carol Heiss | Pattinaggio di figura   | Pattinaggio di figura femminile |
| Argento  | William Disney | Pattinaggio di velocità | 500 m maschile                  |
| Argento  | Penelope Pitou | Sci alpino              | Discesa libera femminile        |
| Argento  | Penelope Pitou | Sci alpino              | Slalom gigante femminile        |
| Argento  | Betsy Snite | Sci alpino              | Slalom speciale femminile       |
| Bronzo   | Barbara Ann Roles | Pattinaggio di figura   | Pattinaggio di figura femminile |
| Bronzo   | Nancy Ludington Ronald Ludington | Pattinaggio di figura   | Pattinaggio di figura a coppie  |
| Bronzo   | Jeanne Ashworth | Pattinaggio di velocità | 500 m femminile                 |